# Provinciale Zeeuwse Courant
Der Provinciale Zeeuwse Courant (PZC) ist eine niederländische Regionalzeitung mit Redaktionssitz in Goes. Herausgeber ist „Wegener“, wozu mit BN/De Stem, Brabants Dagblad, Eindhovens Dagblad, De Gelderlander, De Stentor und De Twentsche Courant Tubantia weitere niederländische Regionalzeitungen gehören.
Der PZC erscheint montags bis samstags im Tabloid-Format. Die bezahlte Auflage betrug im ersten Quartal 2008 52.090 Exemplare. Chefredakteur ist Peter Jansen (2007).
Die Zeitung hat vier Lokalausgaben für die Regionen Bevelanden/Tholen, Schouwen-Duiveland, Walcheren und Zeeuws-Vlaanderen. 

## Geschichte
Ältester Vorläufer der Zeitung ist der Middelburgsche Courant, der am 3. Mai 1758 zum ersten Mal erschien. Während der Zeit der französischen Besatzung trug er in den Jahren 1811–1814 nacheinander die Namen Gazette de Middelbourg, Journal du département des bouches de l'Escaut und Feuille hebdomadaire de Middelbourg, nahm dann aber anschließend wieder seinen alten Namen an. Am 1. Juli 1869 erschien der Middelburgsche Courant erstmals als Tageszeitung. 1933 wurde der Goesche Courant übernommen. 1939 fusionierte der seit 1930 Provinciale Zeeuwsche Middelburgsche Courant heißende Zeitung mit dem 1869 gegründeten Vlissingse Courant. Beide liefen unter diesem Namen vorerst weiter. Im Mai 1940, während der deutschen Invasion zur Zeit des Zweiten Weltkriegs, wurden die Redaktionsgebäude verwüstet. Die Vlissinger Ausgabe erschien am 14. Mai 1940, die Middelburgser Ausgabe am 30. Mai zum letzten Mal. Am 31. Mai fusionierten beide Zeitungen unter dem neuen Namen Provinciale Zeeuwse Courant.
Nach dem Krieg wurde die Zeitung zeitweise als Ausgabe der Vrije Zeeuw integriert. 1997 wurde der Provinciale Zeeuwse Courant Teil des Regionalzeitungsverlags „Wegener“. 1998 erfolgte die Übernahme des Zierikzeesche Nieuwsbode. Am 1. Januar 2000 erschien eine Milleniumausgabe, die kostenlos in einer Auflage von 160.000 in der Region Zeeland verteilt wurde. Seit dem 6. Februar 2007 erscheint der Provinciale Zeeuwse Courant im Tabloid-Format.

## Bekannte Mitarbeiter
Henriëtte van der Meij wurde 1885 bei der Vorgängerzeitung Middelburgsche Courant die erste festangestellte Journalistin der Niederlande.